# ELISA
|  | Per a altres significats, vegeu «Elisa». |

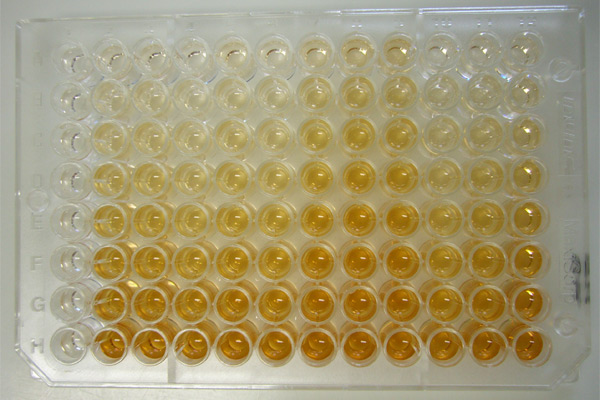
Microplaca ELISA

ELISA (de l'anglès, enzyme-linked immunosorbent assay) és una tècnica bioquímica que es basa en l'ús d'antígens o anticossos marcats amb un enzim, de manera que els conjugats resultants tinguin activitat tant immunològica com enzimàtica. És necessari que un dels components (antigen o anticòs) estigui marcat amb un enzim i insolubilitzat sobre un suport immunoabsorbent per tal que la reacció antigen-anticòs quedi immobilitzada i d'aquesta manera pugui ser mesurada fàcilment mitjançant l'addició d'un substrat específic que, en interaccionar amb l'enzim, produirà un color visible a simple vista i quantificable mitjançant l'ús d'un espectrofotòmetre o un colorímetre.
En aquest assaig d'immunoabsorció associat a un enzim, es pot detectar menys d'un nanogram (10-9 g) d'una proteïna.

## Història
ELISA és un assaig que va desenvolupar el grup de recerca de Peter Perlmann i Eva Engvall a la Universitat d'Estocolm (Suècia). Als Països Baixos, de manera independent però simultània, el grup d'Anton Schuurs i Bauke van Weemer va crear l'EIA (enzyme-linked immunosorbent assay). Aquests dos mètodes van ser inventats a la dècada de 1960 però el seu desenvolupament i ús va arribar durant les dues dècades següents.
Tot i que les tècniques EIA i ELISA diferien en el disseny de l'assaig, els dos mètodes estaven basats en el principi de l'immunoassaig: utilitzar un enzim en comptes de radioactivitat, com ho feia el radioimmunoassaig (RIA). En aquesta última tècnica citada, descrita per primera vegada l'any 1960 per Solomon Berson i Rosalyn Yalow a Nova York, la radioactivitat produïa un senyal que indicava si en la mostra hi havia present un antigen o anticòs específic.
ELISA va sorgir com una alternativa al radioimmunoassaig, ja que és més segura, sobretot per la salut del personal del laboratori i pels residus creats, i més econòmica. La idea d'aquest nou procediment era poder utilitzar marcadors enzimàtics, molècules grans i voluminoses, i que no interferissin en la reacció antigen-anticòs. Va ser rebuda amb molt escepticisme però els resultats dels primers experiments foren encoratjadors.
Entre 1966 i 1969, un grup a Villejuif (França) liderat per Stratis Avrameas va exposar els seus resultats favorables d'acoblament antigen-anticòs amb enzims com ara la fosfatasa alcalina o la glucosa oxidasa. Volien utilitzar els antígens i anticossos units a enzims per detectar anticossos o antígens en un sèrum problema per immunofluorescència i aplicar aquestes noves eines en histopatologia. G.B. Pierce, a Los Angeles, juntament amb altres investigadors, va seguir aquesta línia d'investigació, mentre que L. Wide d'Uppsala, a Suècia, va desenvolupar una tècnica de (radio)immunoabsorció en la qual els anticossos eren insolubilitzats mitjançant el seu acoblament a cel·lulosa o a perles de Sephadex, un gel dextrà.
L'any 1971, Engvall i Perlmann van publicar un experiment en el qual mesuraren la quantitat d'immunoglobulina G de sèrum de conill amb fosfatasa alcalina com a marcador. Aquest mateix any, van Weemen i Schuurs van publicar el seu treball sobre EIA i demostraren que era possible quantificar concentracions de gonadotropina coriònica en orina usant l'enzim peroxidasa de rave picant.
En la comercialització de kits d'EIA i ELISA es van aplicar tècniques de fase sòlida per al desenvolupament de plaques de microtitulació (96 cel·les) en les quals un antigen o bé un anticòs estaven units no covalentment amb el suport de fase sòlida. La comercialització d'aquestes plaques va comportar a la vegada avenços en la fabricació de pipetes automatitzades o lectors de paques, entre d'altres. Els test EIA i ELISA, dels quals van aparèixer ràpidament variants, no foren del tot reeixits fins que, entre el final de la dècada de 1970 i l'inici de la de 1980, van aconseguir tenir l'alta sensibilitat del radioimmunoassaig.
Aquest immunoassaig ha suposat un gran avenç científic en molts camps. En l'àmbit clínic, per exemple, ja als anys setanta i vuitanta van permetre la detecció de partícules víriques com les que ocasionen l'hepatits B, detecció d'anticossos del virus de la immunodeficiència humana, d'anticossos de toxoplasma i rubèola, etc.

## Principis (fonaments bàsics)
La prova ELISA es basa en una reacció d'antigen-anticòs, un dels dos amb reactivitat coneguda. Els antígens o anticossos de la mostra s'immobilitzen sobre un suport sòlid. Posteriorment s'afegeix un anticòs o antigen específic addicional sobre la superfície i es produeix la interacció antigen-anticòs. Aquest anticòs o antigen addicional està unit a un enzim o per si sol pot ser detectat per un anticòs secundari vinculat a un enzim a través de bioconjugació. En l'etapa final, s'afegeix una substància que conté el substrat de l'enzim. Això donarà lloc a una reacció amb un senyal detectable, com per exemple un canvi de color.
En el moment que afegim l'enzim, és necessari que passi un cert temps. Si aquest no és suficient perquè es produeixi la reacció, no s'apreciarà cap color, per tant, el resultat interpretat serà erroni, donarà lloc a un fals negatiu i farà que disminueixi la sensibilitat de la tècnica.
Per altra banda, la temperatura també influenciarà en l'aparició de falsos negatius. Si la temperatura d'incubació és molt baixa, no es completarà la formació del complex antigen-anticòs. D'altra banda, si és molt alta, les proteïnes (antigen i anticòs) es desnaturalitzaran i per tant, disminuirà la seva capacitat per interaccionar, donant també falsos negatius.
Però també ens podem trobar amb falsos positius com quan es fa servir molt antigen o anticòs. Si en canvi utilitzem massa poc, donarà un fals negatiu.

### Característiques
La tècnica ELISA té moltes de les propietats d'un immunoassaig ideal, proporcionant una sèrie d'avantatges:
- Senzillesa: s'observa en molts aspectes de la tècnica com per exemple en l'addició dels reactius en petites quantitats i la senzilla separació dels reactius lliures que no han quedat units amb un simple rentat, entre d'altres.
- Lectura: el producte que en resulta té color i pot ser observat a simple vista per comprovar que la tècnica hagi funcionat. A més a més, els resultats es poden examinar fàcilment i de manera exacta i objectiva amb un espectrofotòmetre o colorímetre.
- Rapidesa: és una prova reproduïble en poques hores i els resultats són llegits ràpidament amb un sol aparell.
- Sensibilitat: l'ELISA és capaç de detectar concentracions molt petites (d'entre 0,01 i 1 µg/mL) de la molècula que es vol estudiar, característica ideal per als diagnòstics.
- Reactius: en el mercat, se'n pot trobar una gran diversitat i específics per als procediments ELISA.
- Adaptabilitat: se n'han desenvolupat diferents models per a utilitzar en més situacions diferents.
- Cost: el procediment i els reactius són força econòmics.
- Acceptabilitat: és utilitzada en molts camps de la ciència i molt reconeguda.
- Seguretat: tant el procediment com els reactius utilitzats no suposen cap risc per la salut.
- Disponibilitat: és un procediment reproduïble en qualsevol laboratori.
- Equips: existeix una àmplia varietat d'equips o "kits" ja preparats per a dur a terme la prova de manera encara més senzilla.
- Estandardització: la quantificació de les dades obtingudes permet l'estandardització dels valors.

En resum, l'ELISA és una prova versàtil, robusta, simple de realitzar, amb reactius econòmics i, aconsegueix mitjançant l'ús de la fase sòlida una separació fàcil entre la fracció retinguda i la fracció lliure.
A més a més, s'han proposat i desenvolupat diferents mètodes d'amplificació del senyal (luminescència, cascades enzimàtiques, etc.) que han permès incrementar la sensibilitat d'alguns ELISA respecte a l'obtinguda en la RIA (radioimmunoassaig) hormonal.
No obstant això, també presenta algun inconvenient. Per exemple, el mètode d'immobilització de l'antigen no específic; quan el serum es fa servir per a fer la prova d'antigen, totes les proteïnes en la mostra poden adherir-se a la microplaca, així que petites concentracions del que s'analitza han de competir amb altres proteïnes del sèrum en enllaçar a la superfície. La facilitat de les immunoglobulines sèriques per adherir-se al plàstic de les microplaques pot ser causant de falsos positius.

## Tècnica de l'ELISA

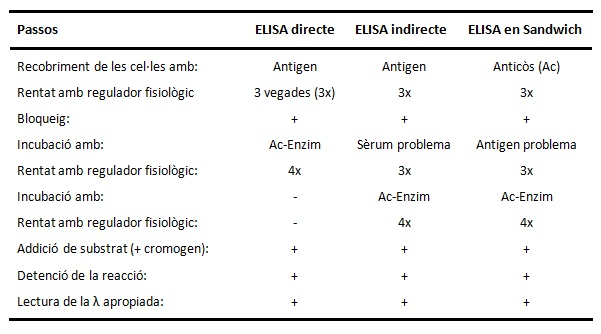
ELISA(ms)

Hi ha diferents tipus d’ELISA encara que presenten alguns punts en comú.

### Adsorcióde l’antigen o anticòs a la fase sòlida de plàstic
La fase sòlida ha de ser d'un tipus que permeti un maneig fàcil, així com la reproductibilitat de la unió d'antígens o anticossos sobre la seva superfície. La fase sòlida més utilitzada és la gradeta de 96 cel·les feta de clorur de polivinil (plaques flexibles) i de poliestirè (plaques rígides i inflexibles). Per a treballs rutinaris de diagnòstic en els quals se sensibilitza la placa amb immunoglobulines i en els quals no es desitgi una quantificació de resultats ni calguin dades excessivament repetibles, qualsevol tipus de placa pot ser vàlid. En altres treballs, particularment en els quals es revesteix la placa d'antigen, la qualitat de la microplaca és crítica. En cas d'utilitzar un mètode d'espectrofotometria per llegir els resultats és recomanable una gradeta amb unitats de fons pla i en cas que la lectura la fem visualment (a ull) utilitzaríem gradetes de fons rodó.
Aquest primer pas consisteix en el revestiment de la placa amb antígens o anticossos. Els antígens i anticossos s'enganxen fàcilment a la superfície de la fase sòlida per adsorció passiva. La majoria de proteïnes s'absorbeixen a superfícies de plàstic, probablement com a resultat d'interaccions hidròfobes entre les estructures no polars de la proteïna i la matriu del plàstic. La fixació o entapissat amb immunoglobulines sol realitzar-se mitjançant incubació en tampó carbonat pH 9,6 entre 1 a 3 hores a 35 o 37 °C.

### Rentat
El propòsit del rentat és el de separar els reactius units a la gradeta o a qualsevol altre reactiu (que estigui unit a la gradeta) i els que estan lliures. En primer lloc, s'han de buidar tots els pouets de la gradeta i posteriorment s'ha d’afegir un líquid dins d’aquests. Aquest procés s'ha de repetir almenys 3 cops. El líquid utilitzat per rentar està habitualment tamponat, normalment amb PBS (0.1M, pH 7.4), per mantenir la isotonicitat, ja que la majoria de reaccions antigen-anticòs són òptimes sota tals condicions. El rentat es realitza diversos cops en diferents punts del procediment depenent del tipus d’ELISA que es realitzi.

### Addició dels reactius
En l’ELISA, s'afegeixen antígens o anticossos específics pels reactius que revesteixen les cel·les. Els immunoassajos impliquen l'administració precisa dels reactius en volums relativament petits. Els volums utilitzats habitualment en l'ELISA es troben en el rang de 50 o 100 µm per cada cel·la de la placa.

### Incubació dels reactius
La reacció entre antigen i anticòs depèn de la seva proximitat. Durant l'ELISA això es veu afectat per les seves respectives concentracions, distribució, temps, temperatura d'incubació i pH (tampó). En cada una de les interaccions cal tenir en compte l'afinitat de l'anticòs amb l'antigen. Trobem dos tipus de condicions en la incubació: incubació de plaques rotants (amb sacseig) i incubació amb plaques estacionàries. Aquestes condicions afecten el temps i la temperatura adequats per realitzar l’ELISA amb èxit.

### Conjugació amb enzims
L’addició de reactius conjugats amb enzims és intrínsec en l’ELISA. L'enzim ha de tenir un substrat cromogènic o fluorogènic, que serà afegit més endavant en el procediment. La taxa de desenvolupament del color serà proporcional, durant un determinat interval, a la quantitat d'enzim conjugat present i a la concentració de producte de la catàlisi del substrat.

### Reaccions de parada
Alguns reactius s'afegeixen per prevenir més reaccions enzimàtiques en l'ELISA. Això es fa en el moment adequat per cada tipus d'assaig. El reactiu utilitzat en aquest procés d'aturada s'anomena reactiu de parada. Aquest procés se sol realitzar en el moment en què la relació entre enzim, substrat i producte es troba en la fase lineal. Concentracions molars d'àcids forts o bases fortes aturen l'activitat enzimàtica per desnaturalització dels enzims.

### Lectura visual o espectrofotomètrica de les mostres
Finalment com el producte de la catàlisi del substrat està acolorit pot ser llegit de dues maneres: de forma visual (d'ull) o utilitzant un espectrofotòmetre. La intensitat del color serà proporcional al contingut d'enzim.

## Aplicacions
- Detecció i l'estudi de malalties: Aquesta tècnica permet la detecció i l'estudi de malalties, així com l'evolució de la resposta humoral davant infeccions realitzant la titulació d'anticossos. És possible gràcies a la seva capacitat per quantificar molècules, en aquest cas, antígens i anticossos.[1] Actualment aquest assaig s'utilitza per a la detecció d'infeccions d’Helicobacter pylori, brucelosis, salmonelosis i còlera, entre d'altres. També s'utilitza per a detectar anticossos per al virus de la immunodeficiència humana (VIH) i el virus de la rubèola.[4] És molt utilitzat en el regne vegetal, on l’absència de sistema immunitari dificulta la detecció i diagnòstic de malalties per altres mètodes.[1]
- Detecció de drogues i fàrmacs en el sèrum: Permet la detecció de molècules d'aquestes característiques.[4]
- Obtenció d'anticossos monoclonals: Està essent usat en la fase de selecció dels hibridomes tant davant proteïnes víriques, bacterianes o parasitàries, com davant a cèl·lules completes amb gran èxit.[1]
- Aplicacions en la indústria alimentaria: existeixen kits d’ELISA al mercat que permeten detectar molts al·lergògens alimentaris diferents.[4]

## Tipus
Hi ha diversos tipus d'ELISA: el directe, que quantifica antígens coneguts; l'indirecte: busca i quantifica anticossos per antígens coneguts; el sandvitx, que busca i quantifica antígens i el competitiu, que quantifica antígens o anticossos.

### ELISA directe

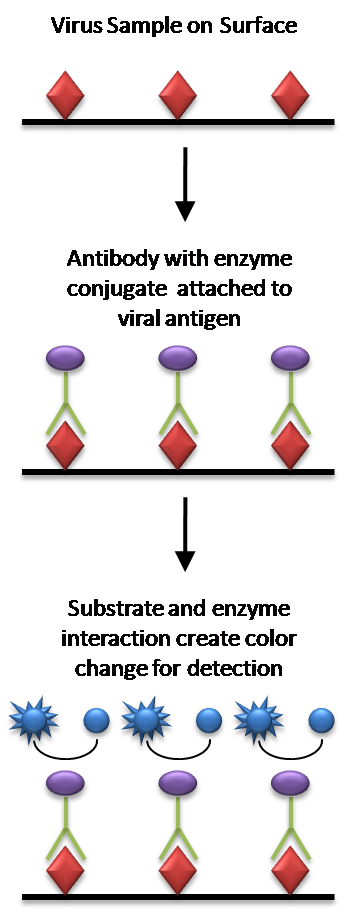
Etapes de l'assaig ELISA directe

L'ELISA directe és el procediment més senzill de totes les possibilitats que ofereix la tècnica. Permet detectar i quantificar els antígens en la mostra problema mitjançant la seva unió a anticossos específics marcats amb un enzim que, en reaccionar amb el seu substrat, modifica el color de la dissolució estudiada. Grácies a un espectofotometre es mesura la variació del color i es quantifica la concentració de l'antigen. Les longituds d'ona obtingudes a l'assaig són comparades amb les d'una mostra de concentració coneguda, fet que permet calcular la concentració de l'antigen a la mostra problema.
L'enzim actua com un amplificador, fins i tot si hi ha pocs anticosos, l'enzim segueix consolidant-se i les molècules de l'enzim produiran moltes molècules senyal. L'enzim pot continuar produint color indefinidament, però quant més present estigui l'anticòs en el serum més ràpidament desenvoluparà el color.
L'ELISA directe té importants limitacions, ja que requereix l'ús d'un anticòs específic per cada antigen problema, per tant, es necessita una gran varietat d'anticossos específics que, en molts casos, no estan disponibles en el mercat.
Passos: 
1. La mostra problema, dissolta en un tampó, habitualment de pH elevat, es diposita sobre la fase sòlida de plàstic (en una microplaca, per exemple) donant-se l'adsorció de l'antigen durant la incubació. És bàsic que el tampó no contingui proteïnes susceptibles de competir amb l'antigen problema durant l'adsorció.
2. Els antígens no units a la fase sòlida són eliminats mitjançant un rentat que esbandeix els antígens lliures restant una fase sòlida coberta pels antígens problema.
3. Addició d'anticossos específics de l'antigen problema marcats per un enzim i la incubació de les mostres. Els anticossos marcats estaran dissolts en un tampó de bloqueig que evitarà la unió passiva d'aquests a la fase sòlida, no obstant això, permetrà la formació d'unions antigen-anticòs marcats.
4. Tot seguit es procedeix a un nou rentat que eliminarà els anticossos marcats que no hagin format la unió.
5. S'afegeix el substrat o cromogen específic que reaccionarà amb l'enzim unit a l'anticòs i generarà una modificació en el color de la mostra. Després d'un temps determinat es pararà la reacció, si es desitja, modificant el pH o afegint un reactiu inhibidor.
6. Es procedirà a la lectura de la prova utilitzant un espectrofotòmetre o a simple vista. Com més gran sigui la concentració d'anticòs present en el serum, més fort serà el canvi de color.[1][2]

### ELISA indirecte

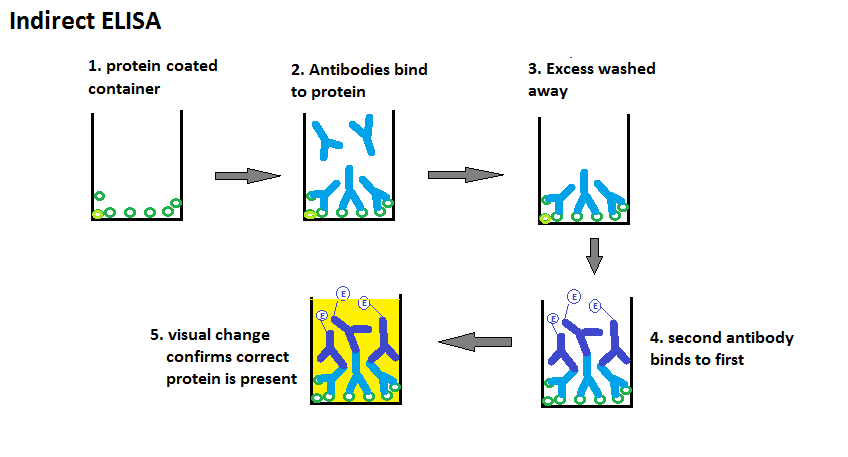
Etapes de l'assaig ELISA indirecte

L'ELISA indirecte és un procediment molt semblant a l'ELISA directe. Permet la identificació i la quantificació d'antiossos en un sèrum problema, a diferència de l'ELISA directe, on detectavem els antígens.
Com que volem detectar anticossos per a un determinat antigen el qual busquem són immunoglobulines i, per tant, posem un anticòs marcat contra immunoglobulines. És molt utilitzat en serologia i és molt útil per detectar anticossos sèrics contra el virus de la immunodeficiència humana (VIH), agent causant de la malaltia de la síndrome de la immunodeficiència adquirida (SIDA).
Passos: 
1. Per realitzar un ELISA indirecte primerament s'incuba l'antigen, el qual s'adhereix a la fase sòlida (microplaca)
2. Es fa un rentat per eliminar els antigens que no s'han adherit al microplat.
3. S'afegeix el sèrum problema on hi ha els anticossos que volem detectar i s'incuba amb la fase sòlida que conté l'antigen. Els anticossos específics per a l'antigen s'hi uniran.
4. Es realitza un rentat en què s'elimina tot allò que no sigui l'anticòs que es vol detectar.
5. A continuació, s'afegeixen anti-anticossos marcats amb un enzim, els quals van dirigits contra els anticossos originals de l'espècie que els ha produït, per tant, s'uniran als anticossos afegits amb el sèrum i als antígens afegits a l'inici del procediment.
6. Es repeteix un tercer rentat.
7. Llavors, es fa reaccionar l'enzim amb el seu substrat, el qual afegim, i es produeix un canvi de color.
8. Finalment s'atura el procés de coloració després d'un període d'incubació i es calcula el canvi del color en l'espectrofotòmetre. La intensitat de color serà proporcional al contingut d'anticossos, és a dir, com més color detectem més unions antigen-anticòs hi haurà.[1][2]

### ELISA sandvitx
L'ELISA de tipus sandvitx mesura la quantitat d'antigen entre dues capes d'anticossos. Els antígens a mesurar han de contenir, com a mínim, dos llocs antigènics capaços d'unir-se a l'anticòs. Això és possible, ja que primer hi ha l'anticòs i posteriorment s'hi afegeix l'antigen, per tant tindran una unió amb el primer anticòs i una segona unió amb l'últim anticòs introduït.
Els assajos d'aquest tipus estan limitats a la quantificació d'antígens multivalents com ara proteïnes o polisacàrids. L'ELISA sandvitx per a la quantificació d'antígens és especialment valuosa quan la concentració d'antígens és baixa i /o estan continguts en altes concentracions de proteïna contaminant.
Com més color tinguem més antigen tenim, ja que l'anticòs marcat s'uneix a l'antigen que tenim retingut en el primer anticòs.
L'ELISA sandvitx es pot dividir en dos sistemes: el directe i l'indirecte.

#### ELISA sandvitx directe

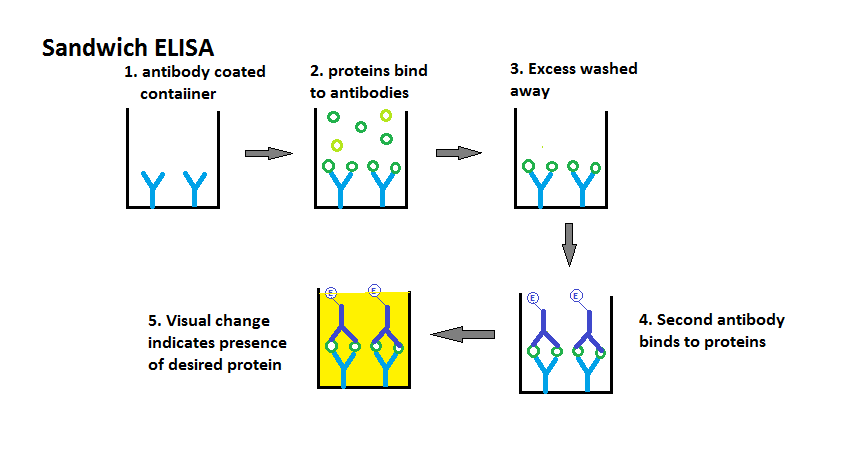
Etapes de l'assaig ELISA sandvitx directe

L'ELISA de tipus sandvitx directe implica la unió passiva d'anticossos (anticossos de captura) a la fase sòlida. Aquests anticossos s'uneixen posteriorment als antígens que s'afegeixen. L'antigen(s) es dilueixen en un tampó de bloqueig per evitar la unió no específica a la fase sòlida. Els components del tampó de bloqueig no han de contenir antígens que puguin unir-se als anticossos de captura. Després de la incubació i el rentat, el complex anticòs-antigen està unit a la fase sòlida.
L'antigen capturat es detecta mitjançant l'addició i incubació d'anticossos marcats amb enzims específics (anticós de detecció). Per tant, aquest és un enllaç conjugat directe amb les dianes antigèniques de l'antigen capturat. Aquest segon anticòs pot ser el mateix que l'utilitzat per a la captura, o ser diferent.
Després de la incubació i rentat, l'enzim unit es desenvolupa mitjançant l'addició de substrat/cromogen, s'atura la reacció i, finalment, es llegeix utilitzant un espectrofotòmetre.
Passos:
1. Fixació dels anticossos de captura específics per antigen a la fase sòlida.
2. Incubació i rentat per eliminar anticossos mal fixats.
3. Addició del tampó de bloqueig.
4. Incubació i rentat.
5. Addició de la mostra problema amb els antígens.
6. Incubació i rentat per eliminar els antígens mal fixats.
7. Addició dels anticossos de detecció.
8. Incubació i rentat per eliminar els anticossos mal fixats.
9. Addició de substrat/cromogen.
10. Aturar la reacció.
11. Llegir resultat mitjançant espectrofotòmetre.

Com que es fa servir un sol enzim-anticòs conjugat, el sistema es limita a les especificitats i propietats inherents a aquest conjunt particular d'anticòs. Això limita la versatilitat de la prova, per exemple, cada preparació d'anticòs utilitzat ha de ser etiquetat (per diferents antígens) de la mateixa manera com l'ELISA directe es limita a preparacions d'anticossos individuals. El sistema també està limitat a què els antígens tinguin com a mínim dos llocs antigènics (epítops), ja que, tant la captura com la detecció d'anticossos, s'hi uneixen. Això pot limitar l'assaig de complexos antigènics relativament grans.
L'anticòs de captura (en la fase sòlida), i l'anticòs de detecció, poden ser contra diferents epítops en un complex d'antigen. Això pot ser útil amb relació a les molècules antigèniques, ja que hi ha una major probabilitat que els anticossos de detecció s'uneixin. També pot ser un avantatge quan s'investiguen les petites diferències entre els preparats antigènics per l'ús de diferents anticossos i la detecció d'un anticòs de captura comú.
L'ús dels mateixos anticossos per la captura i la detecció (per exemple, mAbs) pot conduir a problemes a causa de la severa limitació de llocs d'unió disponibles per al detector. La mida i la relació espacial (topografia) dels epítops a la diana antigènica també és crític i pot afectar considerablement l'assaig.

#### ELISA sandvitx indirecte
Les etapes són bastant similars a les de l'ELISA sandvitx directe. Així, els anticossos són passivament units a la fase sòlida i l'antigen(s) són capturats. En aquest cas, els anticossos de detecció afegits no estan etiquetats amb enzim. Després de la incubació i rentat, els anticossos de detecció són en si mateixos detectats mitjançant l'addició i la incubació amb un enzim conjugat antiespècie. El conjugat unit es processa com es descriu en els altres sistemes.
L'avantatge d'aquest assaig és que es pot afegir qualsevol nombre d'anticossos, procedents de diferents fonts, a l'antigen capturat, sempre que l'espècie en què es produeix no sigui la mateixa que l'anticòs de captura. És possible utilitzar la mateixa espècie d'anticòs si les tècniques immunoquímiques s'utilitzen per seleccionar i produir formes particulars d'anticossos i posant atenció a l'especificitat del conjugat d'enzim utilitzat.
Passos:
1. Fixació dels anticossos de captura específics per antigen a la fase sòlida.
2. Incubació i rentat per eliminar anticossos mal fixats.
3. Addició del tampó de bloqueig.
4. Incubació i rentat.
5. Addició de la mostra problema amb els antígens.
6. Incubació i rentat per eliminar els antígens mal fixats.
7. Addició dels anticossos de detecció (sense enzim).
8. Incubació i rentat per eliminar els anticossos mal fixats.
9. Addició d'enzim conjugat antiespècie.
10. Incubació i rentat per eliminar els anticossos mal fixats.
11. Addició de substrat/cromogen.
12. Aturar la reacció.
13. Llegir resultat mitjançant espectrofotòmetre.

### ELISPOT
L'ELISPOT (de l'anglès enzyme-linked immunosorbent spot) és una tècnica immunodiagnòstica altament sensible que mesura la quantitat de cèl·lules que produeixen citocines en un cultiu cel·lular.
Passos:
1. En primer lloc, s'immobilitza un anticòs de captura específic per citosines en un plat de membrana PVDF tractat amb etanol.
2. S'afegeixen les cèl·lules als pouets en presència o absència d’un estímul d'activació i a continuació s'incuben les cèl·lules per permetre la producció de citocines.
3. Les citocines s'uneixen als anticossos de captura que envolten les cèl·lules activades.
4. Després d'un temps d'incubació apropiat, les cèl·lules s'eliminen i la molècula secretada es detecta usant un anticòs de detecció en un procediment similar a l'utilitzat per l'ELISA sandvitx. L'anticòs de detecció pot estar biotinilat i seguit per un conjugat d’enzim-estreptavidina o pot estar conjugat directament a un enzim.
5. S'afegeix un substrat amb un producte que precipita, de manera que el resultat final són unes taques visibles a la superfície.
6. Els punts es compten en un lector automatitzat ELISPOT o sota un microscopi i es calcula la freqüència de cèl·lules secretores. Cada punt correspon a una cèl·lula productora de citocines individual.[8][9]

### ELISA competitiu

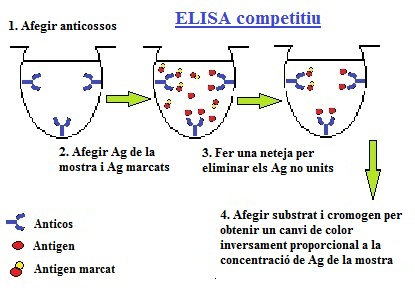
Etapes de l'assaig ELISA competitiu

L'objectiu de l'ELISA competitiu és determinar la concentració d'antigen (Ag) o anticòs (Ac).
Els pasos per aquesta prova d'ELISA són:
1. En primer lloc s'entapissa el pou amb concentracions conegudes d'antigen o anticòs.
2. S'afegeix la mostra problema que conté l'anticòs o antigen que volem quantificar.
3. S'incuba per tal d’unir l’antigen o anticòs problema a l’anticòs o antigen adsorbit al pou.
4. Es renta el pou per eliminar l'excés d'antigen o anticòs no unit.
5. A continuació s'afegeix l’anticòs secundari marcat amb un enzim (conjugat). S'incuba per tal d’unir l’anticòs secundari a l’antigen, no a l'anticòs primari. D'aquesta manera es crea un estat de competència entre els dos anticossos.
6. Es renta el pou per eliminar l'excés de conjugat no unit.
7. S'afegeix el substrat per l'enzim conjugat. S'incuba per tal que es faci la reacció del substrat amb l'enzim i es formi un producte acolorit soluble.
8. Finalment es fa la valoració colorimètrica per espectrofotometria en un lector de microplaques.

D'aquesta manera com més color veiem, voldrà dir que tenim menys unions Ag-Ac perquè el segon anticòs marcat s'uneix a l'antigen i si aquest està unit al primer anticòs ja no ho podrà fer. Es tracta d'una competència. Els valors de concentració es calculen a partir d'una corba patró construïda amb concentracions conegudes d'Ag.
Algunes vegades es fa servir ELISA competitiu per detectar anticossos a partir d'antígens específics i antígens específics marcats. Quant menys antigen hi ha a la mostra, més marcat i retingut estarà en la placa i més fort serà el senyal.
En general ELISA competitiu no és un mètode molt utilitzat perquè implica tenir un anticòs marcat específic per a cada antigen que volem detectar.